# Panic Prevention
 (août 2015).
Si vous disposez d'ouvrages ou d'articles de référence ou si vous connaissez des sites web de qualité traitant du thème abordé ici, merci de compléter l'article en donnant les références utiles à sa vérifiabilité et en les liant à la section « Notes et références ».
Albums de Jamie T
Kings & Queens
(2009)
Panic Prevention est le premier album de l'artiste anglais Jamie T, sorti en 2007.
Le nom de l'album provient des crises de panique dont souffrait Jamie adolescent.
En Décembre 2007, l'album avait été vendu à près de 160 000 copies au Royaume-Uni.

## Titres
Toutes les chansons ont été écrites par Jamie T sauf indications contraires.
1. "Brand New Bass Guitar" – 2:08
2. "Salvador" (Jamie T/Ben 'Bones' Coupland) – 3:32
3. "Calm Down Dearest" – 4:41
4. "So Lonely Was the Ballad" - 3.50
5. "Back in the Game" – 2:29
6. "Operation" (Jamie T/Ben 'Bones' Coupland) – 5:48
7. "Sheila" (Jamie T/John Betjeman/Jim Parker) – 4:19
8. "Pacemaker" – 3:26
9. "Dry Off Your Cheeks" – 5:03
10. "Ike & Tina" – 3:39
11. "If You Got The Money" (Jamie T/Ian Lewis) – 4:04
12. "Alicia Quays" – 6:29
13. "Northern Line" (bonus track) - 3:45
14. "Down to the Subway" (bonus track) - 3:52
15. "Here's Ya Getaway" (bonus track) - 4:42

## Classements hebdomadaires
| Classement (2007)             | Meilleure place |
| ----------------------------- | --------------- |
| Écosse (OCC)                  | 4               |
| France (SNEP)                 | 182             |
| Irlande (IRMA)                | 57              |
| Royaume-Uni (UK Albums Chart) | 4               |
| Royaume-Uni (R&B Albums)      | 1               |
| Suède (Sverigetopplistan)     | 46              |

## Certifications
| Pays              | Certification | Unités certifiées |
| ----------------- | ------------- | ----------------- |
| Royaume-Uni (BPI) | Or            | 100 000           |